# RadioUpdate
|  | Sammenskrivningsforslag Artiklen Nyhedsradioen 24/7 er foreslået føjet ind i RadioUpdate. (Siden februar 2019) Diskutér forslaget |

RadioUpdate er en dansk radiostation, der sender nyheder og interviews om erhverv, økonomi, politik, kultur og forbrug. Radioen er en rent nyhedsradio uden musik og kan aflyttes på nettet samt adskillige steder i landet på FM. Arkiveret 9. februar 2019 hos  Wayback Machine
RadioUpdate blev oprindeligt stiftet under navnet Danmarks Erhvervsradio som begyndte sine udsendelser i 1980'erne. Radioen sendte nyheder og interviews døgnet rundt fra sine studier på Børsen i København. 
Danmarks Erhvervsradio skiftede i 2002 navn til Nyhedsradioen 24/7 men skiftede igen navn med udgangen af 2004 til JP Radio, da man gik i samarbejde med Morgenavisen Jyllands-Posten.
Samarbejdet med JP (Jyllands-Posten) varede til 2012, hvorefter radioen skiftede navn til RadioUpdate, som den fortsat hedder. Under det navn sendes nyheder og interviews døgnet rundt på radioens netside og hos en række lokale radiostationer, der efter aftale gratis kan benytte radioens lyd på FM. Radioen kan i dag aflyttes på nettet samt på i store dele af Sjælland, Syd- og Sønderjylland, Trekantsområdet samt enkelte andre steder i landet. 
Radioen er - bortset fra Danmarks Radio P1 - den ældste nyhedsradio i Danmark. 
Tidslinje:
1982: Danmarks Erhvervsradio etableres med studier i Børsbygningen i København.
2002: Danmarks Erhvervsradio skifter navn til Nyhedsradioen 24/7
2004: Nyhedsradioen 24/7 skifter navn til JP Radio
2012: JP Radio skifter navn til RadioUpdate som den fortsat sender under.
Mere om radioen kan findes på RadioUpdates netside her
Værter:
- Mette Riis
- Lise Lotte Lohmann
- Jens-Christian Wandt
- Hanne Bærentzen
- Dan Bjerring
- Marcel Juul Østergreen
- Frederik Faurby
- Poul Bavngaard